# Neolithicum op de Britse Eilanden

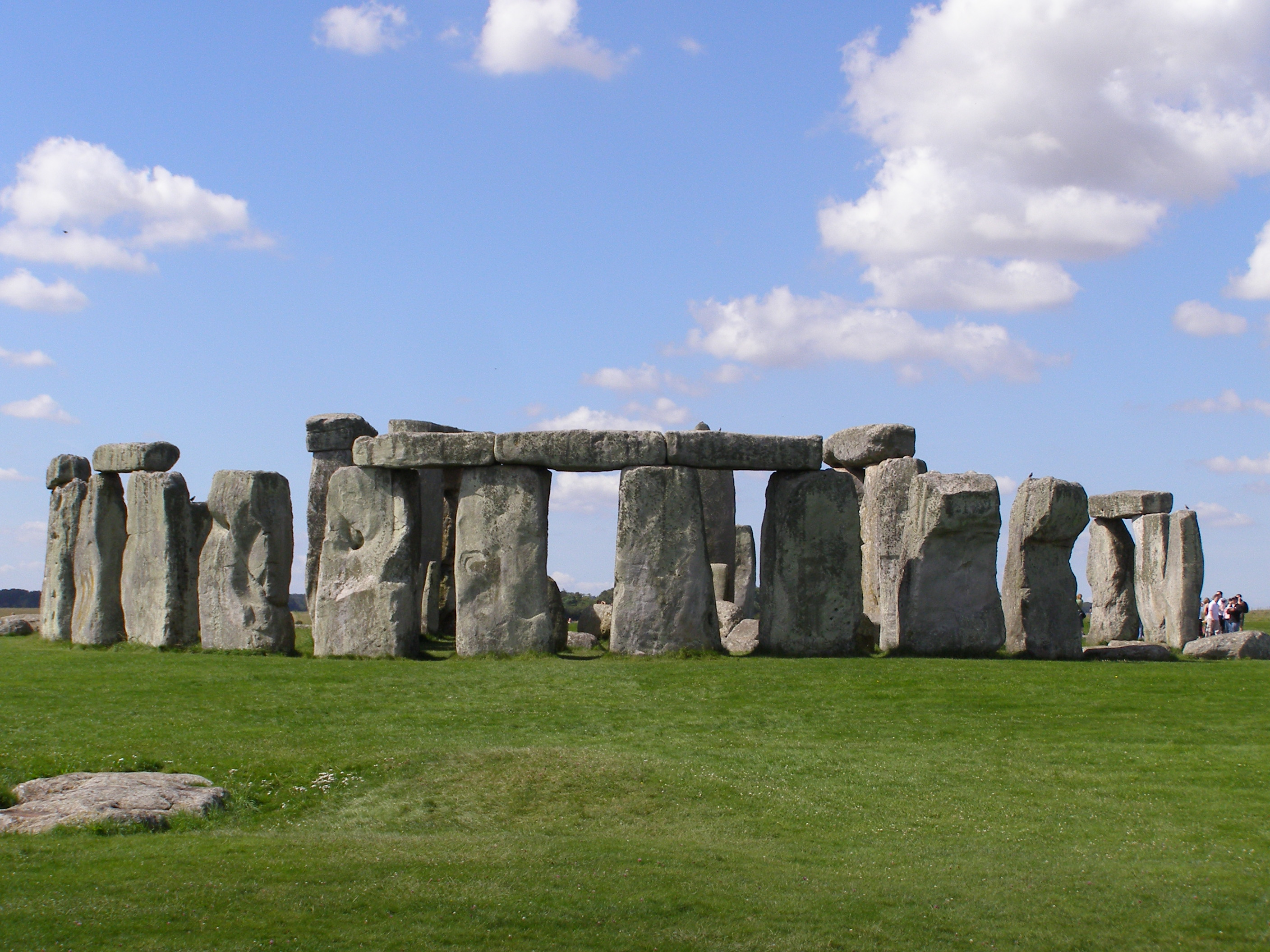
Stonehenge, ca. 3000-2500 v.Chr.

Het neolithicum op de Britse Eilanden omvat de neolithische culturen in Engeland, Ierland, Schotland en Wales (circa 4000 tot 2500 v.Chr.).
De overgang naar het neolithicum heeft zich hier later voltrokken dan in continentaal Europa. Hoewel het neolithicum in België al ca. 5500 v. Chr. begon, duurde het nog tot ca. 3700 v. Chr. voordat het de Britse eilanden bereikte.    

## Ontstaan
De vroegste neolithische vondsten in Zuid-Engeland werden toegeschreven aan de zogenaamde Windmill Hillcultuur. Later onderzoek toonde aan dat deze echter uit een aantal verschillende culturen bestond, met verschillende invloeden van het vasteland. Naast vroege invloeden van de Chasseycultuur uit West-Frankrijk zijn ook invloeden van de Michelsbergcultuur uit Zuid-Nederland, België en het Rijnland zichtbaar. Ook de Rössencultuur zou hier een belangrijke rol gespeeld kunnen hebben.    
De al gevestigde bevolking nam de nieuwe levenswijze geleidelijk over. Dit leidde tot een radicale verandering van de samenleving en het landschap. De neolithische periode in de Britse Eilanden wordt gekenmerkt door de invoering van landbouw en een sedentaire levenswijze. Nieuwe types stenen werktuigen werden geproduceerd, zoals gepolijste stenen bijlen. De vraag naar nieuwe landbouwgrond voor deze vroege agrarische gemeenschappen veroorzaakte een massale ontbossing, die het landschap permanent veranderde. Pollenanalyses laten zien dat het bosareaal afnam en het grasland toenam, waarbij het aantal iepen sterk afnam. De winters waren doorgaans 3 graden kouder dan nu, maar de zomers waren zo'n 2,5 graden warmer.    
Rond 5100 v.Chr. zijn er aanwijzingen voor zuivelpraktijken in Zuid-Engeland, en modern Engels vee lijkt afkomstig te zijn van runderen die kort na het begin van het Holoceen in het Egeïsche gebied werden gedomesticeerd. Deze dieren zijn waarschijnlijk afkomstig van de bandkeramische cultuur. Rond 4300 v.Chr. arriveerde het rund in Noord-Ierland. Bewijs voor het gebruik van koemelk is afkomstig van analyses van de inhoud van aardewerk dat is gevonden langs de Sweet Track, een houten pad dat werd aangelegd om de moerassen van de Somerset Levels te doorkruisen en daterend uit 3807 v.Chr. v.Chr.  Volgens archeologisch bewijsmateriaal uit North Yorkshire werd in die tijd zout geproduceerd door verdamping van zeewater, waardoor vlees effectiever kon worden bewaard.    

### Eerste boeren in Ierland

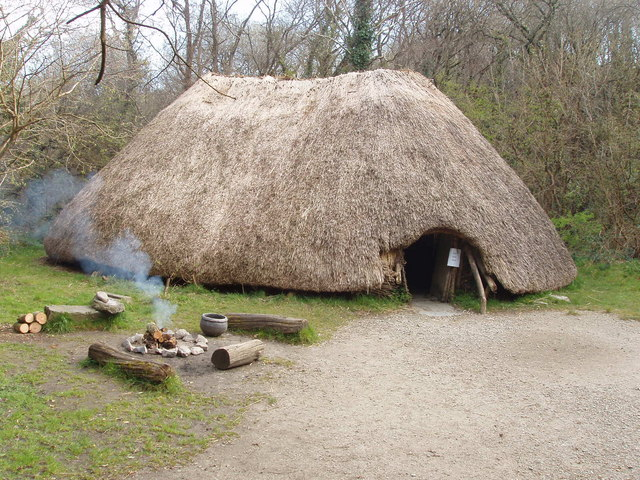
reconstructie van een vroege Ierse boerenhut, Irish National Heritage Park.

Vanaf ongeveer 4500 v.Chr. arriveerden graancultivars, een wooncultuur vergelijkbaar met die uit dezelfde periode in Schotland, en stenen monumenten in Ierland. Het vroegste duidelijke bewijs van boeren in Ierland komt uit Ferriter's Cove op het schiereiland Dingle, waar een vuurstenen mes, runderbotten en een schapentand werden gevonden, gedateerd op c. 4350 v.Chr. Bij de Céide Fields in County Mayo is een uitgebreid neolithisch veldsysteem bewaard gebleven onder een laag turf. De Céide-velden, bestaande uit kleine velden die van elkaar zijn gescheiden door stenen muren, werden tussen 3500 en 3000 v.Chr. eeuwenlang bebouwd. Tarwe en gerst waren de voornaamste verbouwde gewassen. 
Aardewerk vergelijkbaar met die gevonden in het noorden van Groot-Brittannië zijn opgegraven in Ulster (aardewerk van Lyle's Hill) en in Limerick. Kenmerkend voor dit vaatwerk zijn schalen met brede opening en ronde bodem.
Sommige regio's van Ierland vertoonden patronen van pastoralisme die erop wezen dat sommige neolithische mensen bleven verhuizen en geven aan dat pastorale activiteiten de landbouwactiviteiten in veel regio's domineerden of dat er een arbeidsverdeling bestond tussen pastorale en landbouwaspecten. 
Op het hoogtepunt van het neolithicum bedroeg de bevolking van Ierland waarschijnlijk meer dan 100.000, en misschien wel 200.000. Rond 2500 v.Chr. schijnt er een economische stagnatie plaatsgevonden te hebben, en de bevolking daalde een tijdje.

## Monumenten
Het neolithicum zag ook het begin van de bouw van diverse monumentale bouwwerken, vele van megalithische aard. De oudste van deze zijn de chambered cairns van het vroeg-neolithicum. In het laat-neolithicum ziet men de bouw van steencirkels opkomen, een traditie die zich tot in de bronstijd voortzet.

### Groot-Brittannië

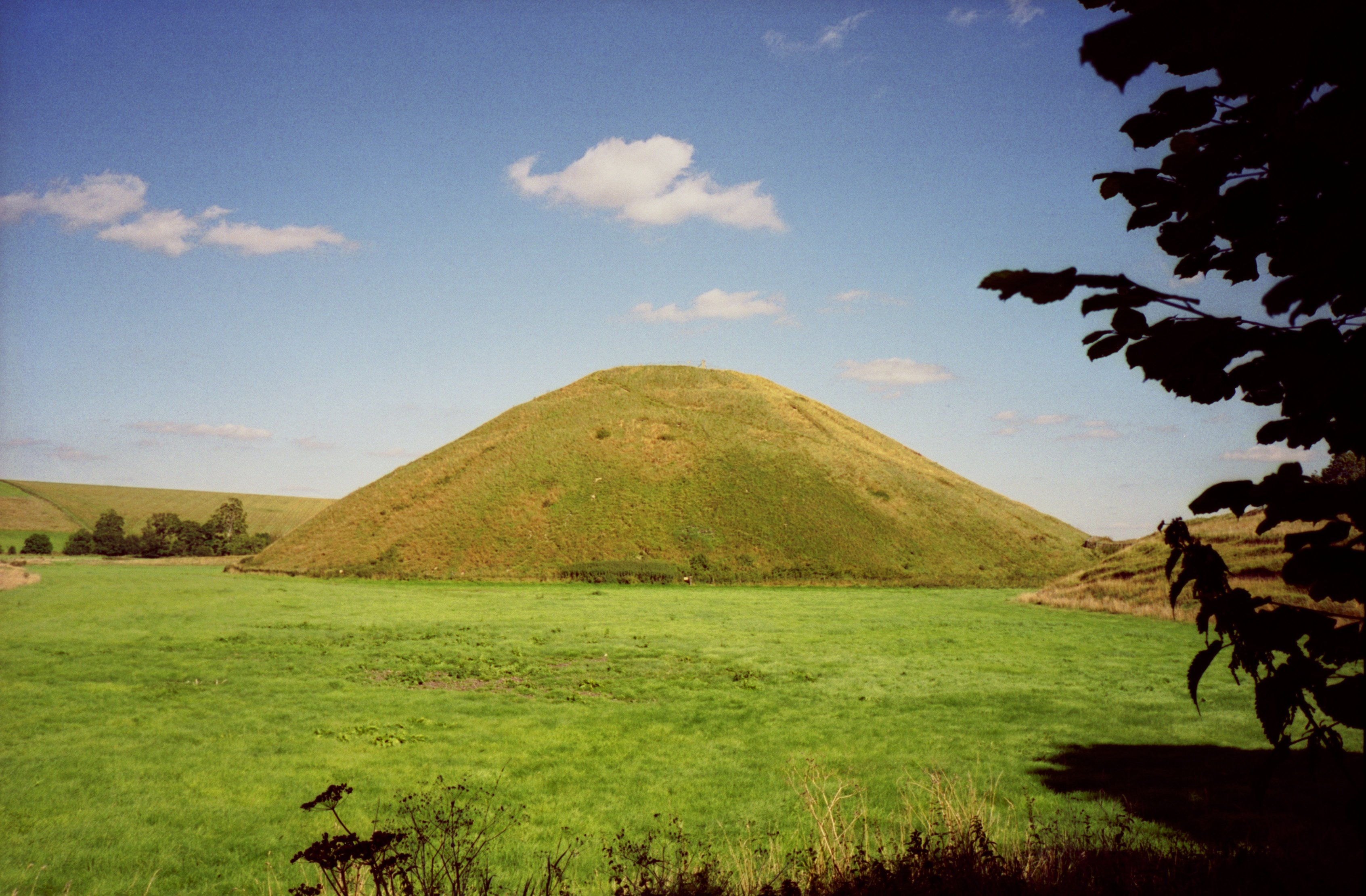
Silbury Hill, een van de grootste neolithische bouwwerken

De bouw van de eerste aardwerken in Groot-Brittannië begon in het vroege neolithicum (ca. 4400 - 3300 v.Chr.) in de vorm van langgraven die werden gebruikt voor gemeenschappelijke begrafenissen en de eerste onderbroken kringgreppel, locaties die parallellen op het continent hebben. De eerstgenoemde kan afgeleid zijn van het langhuis, hoewel er in Groot-Brittannië geen dorpen met lange huizen zijn gevonden, alleen individuele voorbeelden. De stenen huizen op de Orkneyeilanden, zoals die in Skara Brae, zijn echter indicatoren voor kernnederzettingen in Groot-Brittannië.
Het midden-neolithicum (ca. 3300 - 2900 v.Chr.) zag de ontwikkeling van cursusmonumenten dicht bij eerdere grafheuvels en de groei en verlating van onderbroken kringgreppels, evenals de bouw van indrukwekkende kamergraven zoals de Maes Howe -typen. Ook de oudste steencirkels en individuele begrafenissen zijn gevonden.
Tijdens het latere neolithicum (ca. 2900 - 2200 v.Chr.) verschenen verschillende soorten aardewerk, zoals grooved ware. Er werden nieuwe omheiningen, henges genaamd, gebouwd, samen met steenrijen en de beroemde locaties Stonehenge, Avebury Henge en Silbury Hill, welke bouwkunst in deze tijd haar hoogtepunt bereikte. Er wordt begonnen met de industriële winning van vuursteen, zoals bij Cissbury en Grimes Graves, en er zijn bewijzen van handel over lange afstanden.

### Ierland

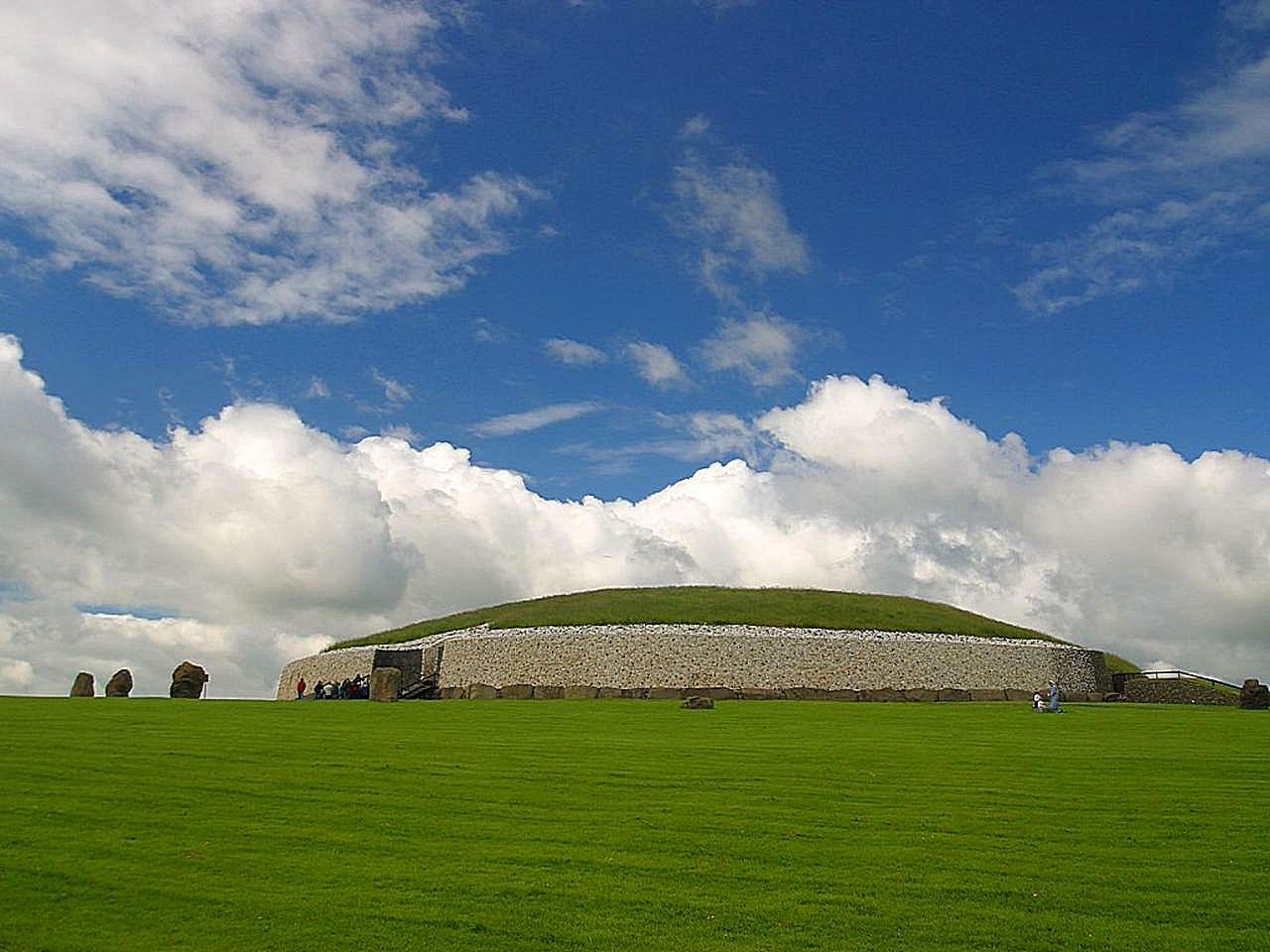
Newgrange, Ierland

Het meest opvallende kenmerk van het neolithicum in Ierland was de plotselinge verschijning en dramatische verspreiding van megalithische monumenten. De grootste van deze graven waren duidelijk plaatsen van religieus en ceremonieel belang voor de neolithische bevolking, en waren waarschijnlijk gemeenschappelijke graven die gedurende een lange periode werden gebruikt. In de meeste graven die zijn opgegraven, zijn menselijke resten gevonden – meestal, maar niet altijd, gecremeerd. Grafgiften – aardewerk, pijlpunten, kralen, hangers, bijlen, enz. – zijn ook blootgelegd. Deze megalithische graven, waarvan er nu meer dan 1.200 bekend zijn, kunnen voor het grootste deel worden verdeeld in vier brede groepen, die oorspronkelijk allemaal bedekt zouden zijn geweest met aarde, die in veel gevallen is weggeërodeerd om de indrukwekkende stenen raamwerken achter te laten.

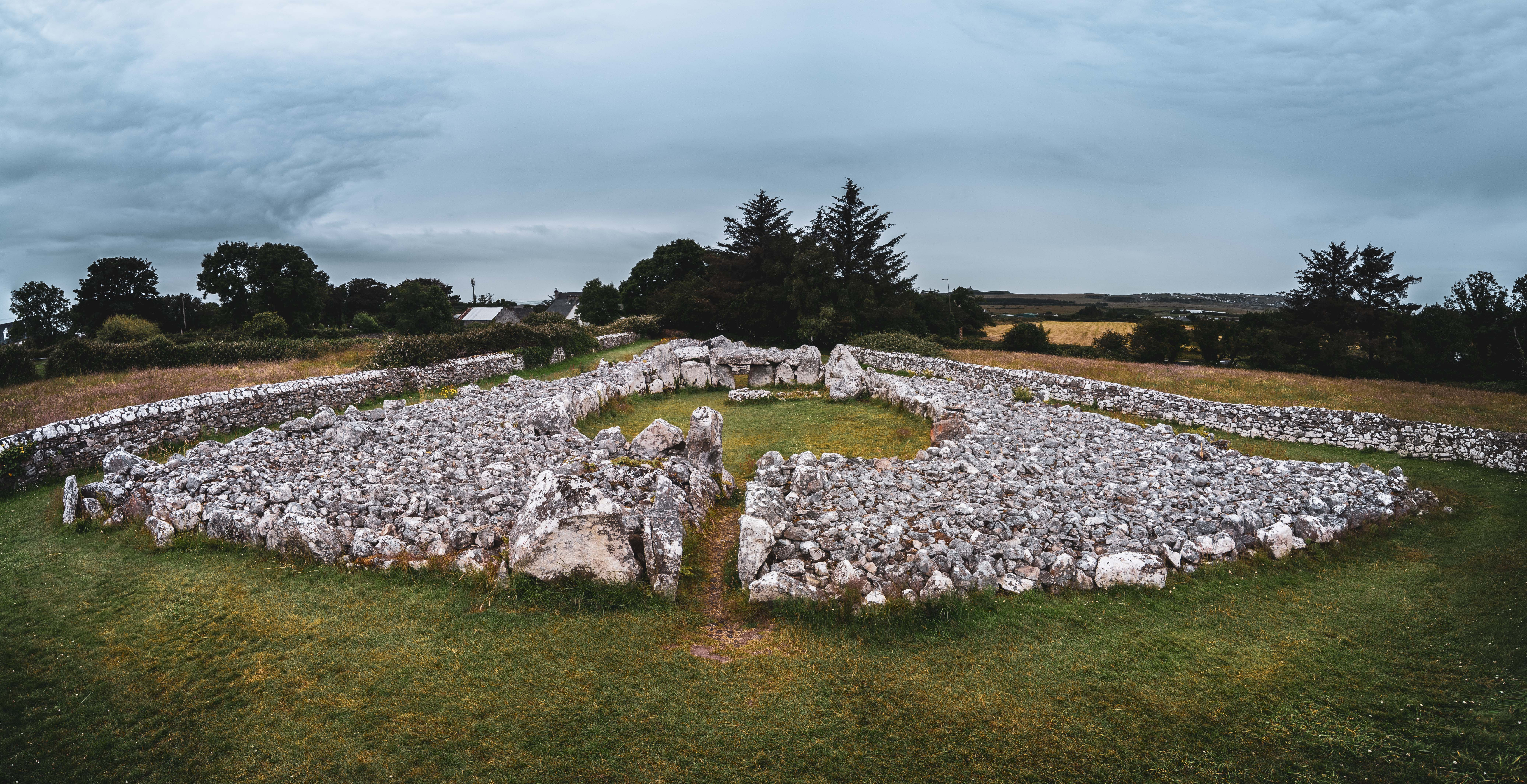
Creevykeel Court Tomb, een court tomb in County Sligo
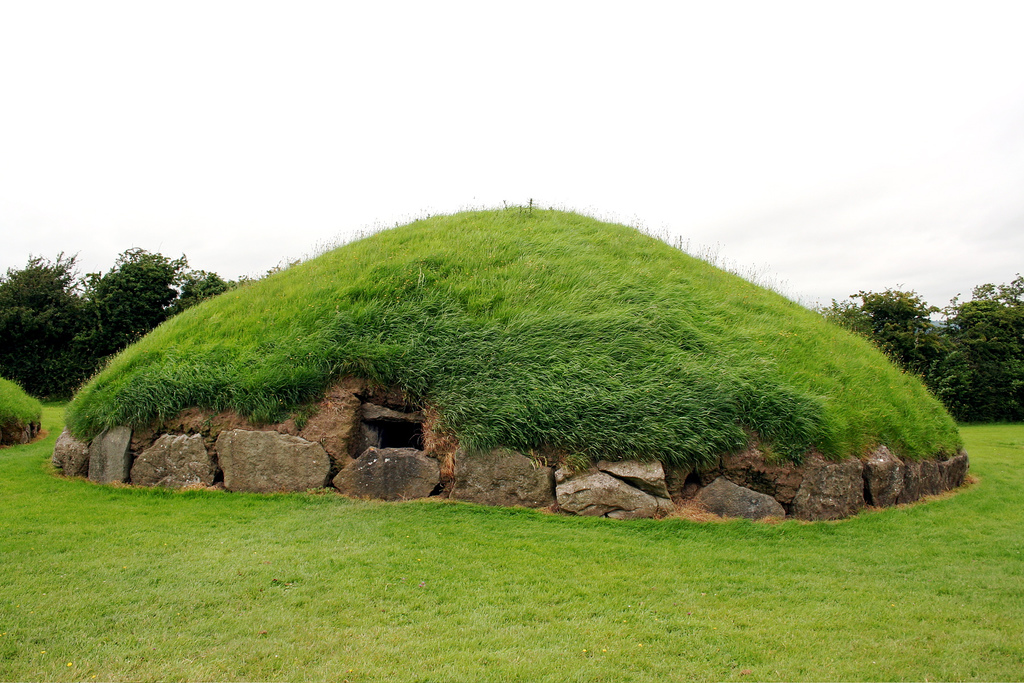
Knowth, een ganggraf bij Brú na Bóinne
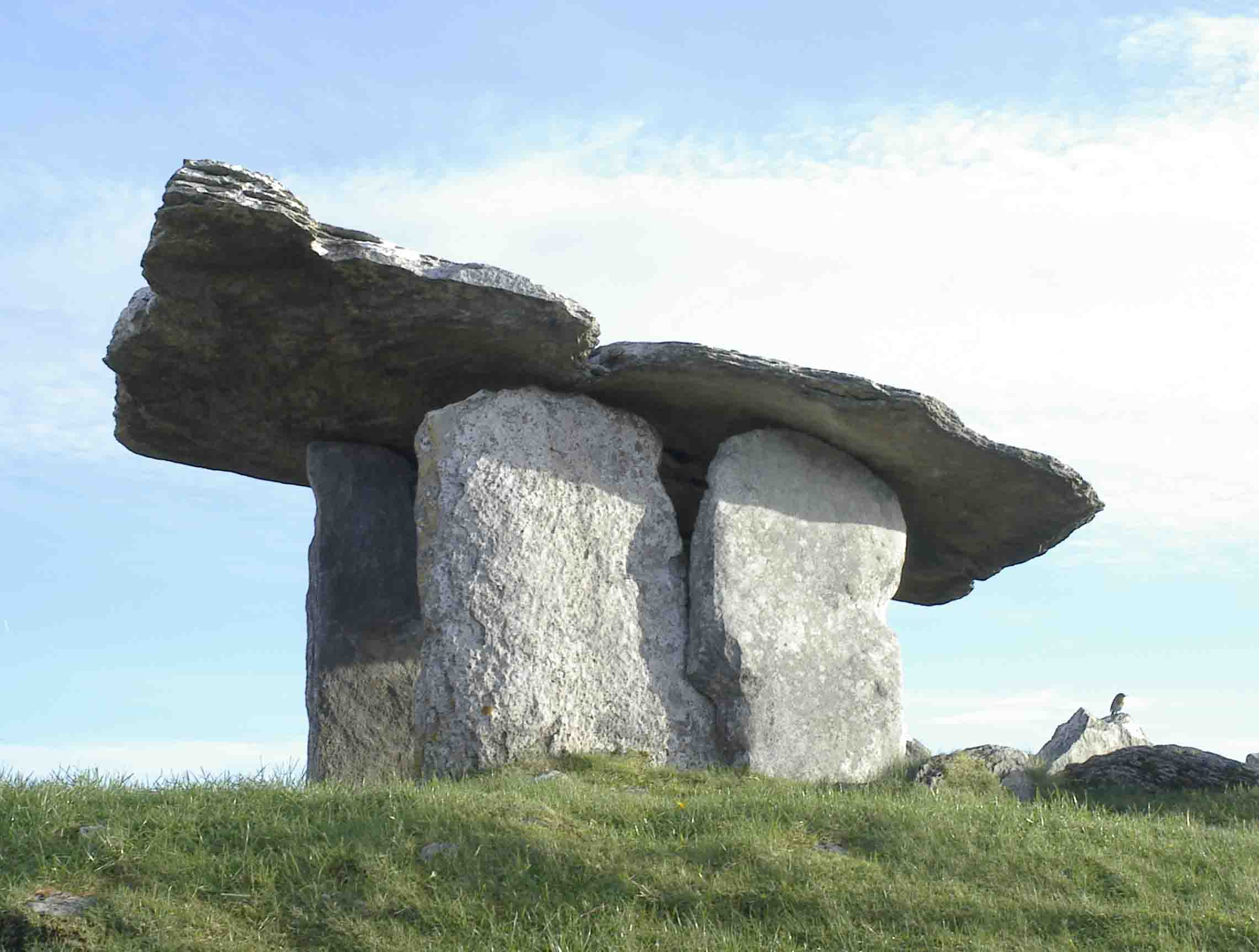
Poulnabrone dolmen, een dolmen in The Burren
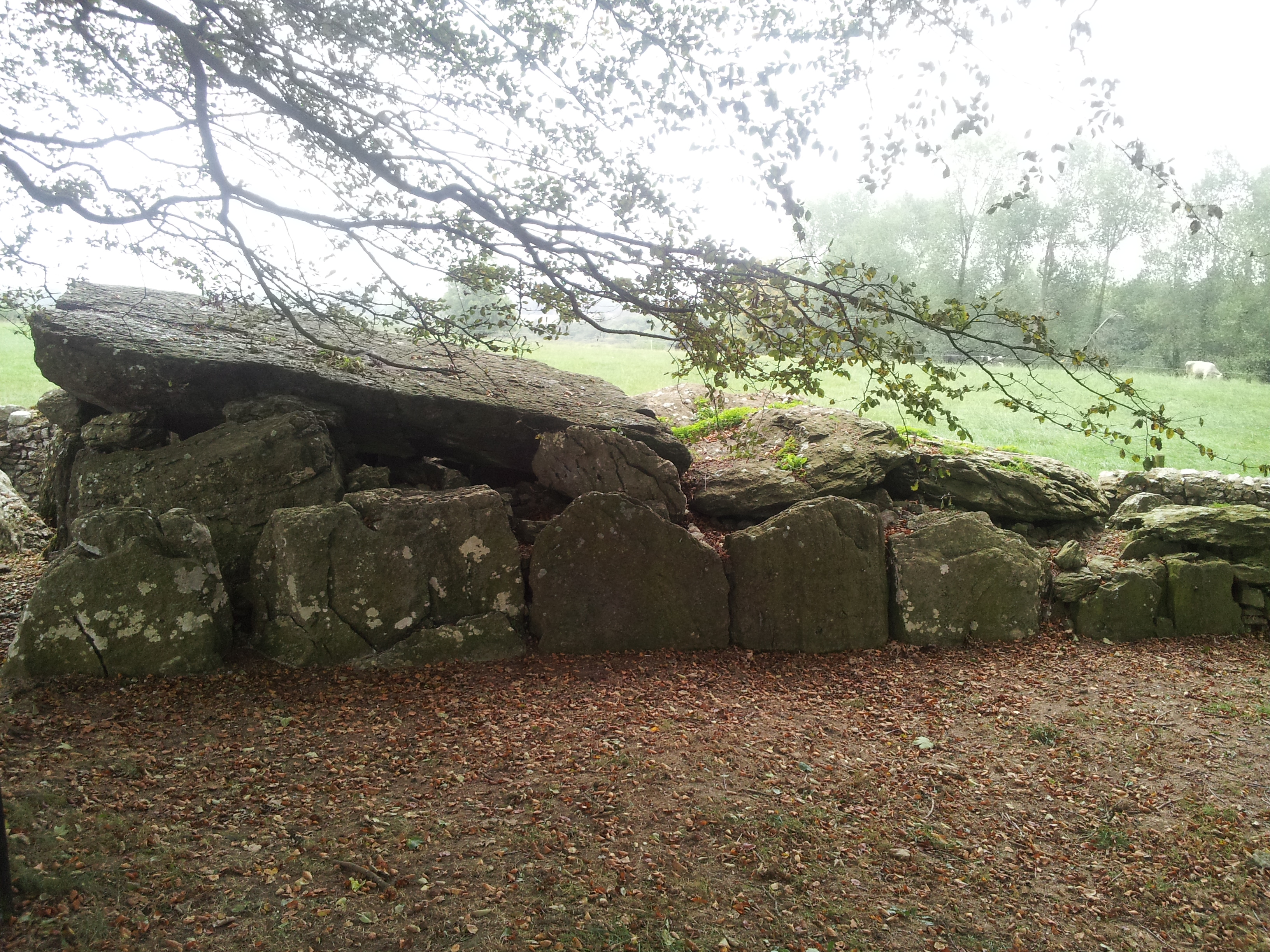
Labbacallee wedge tomb

## Artefacten

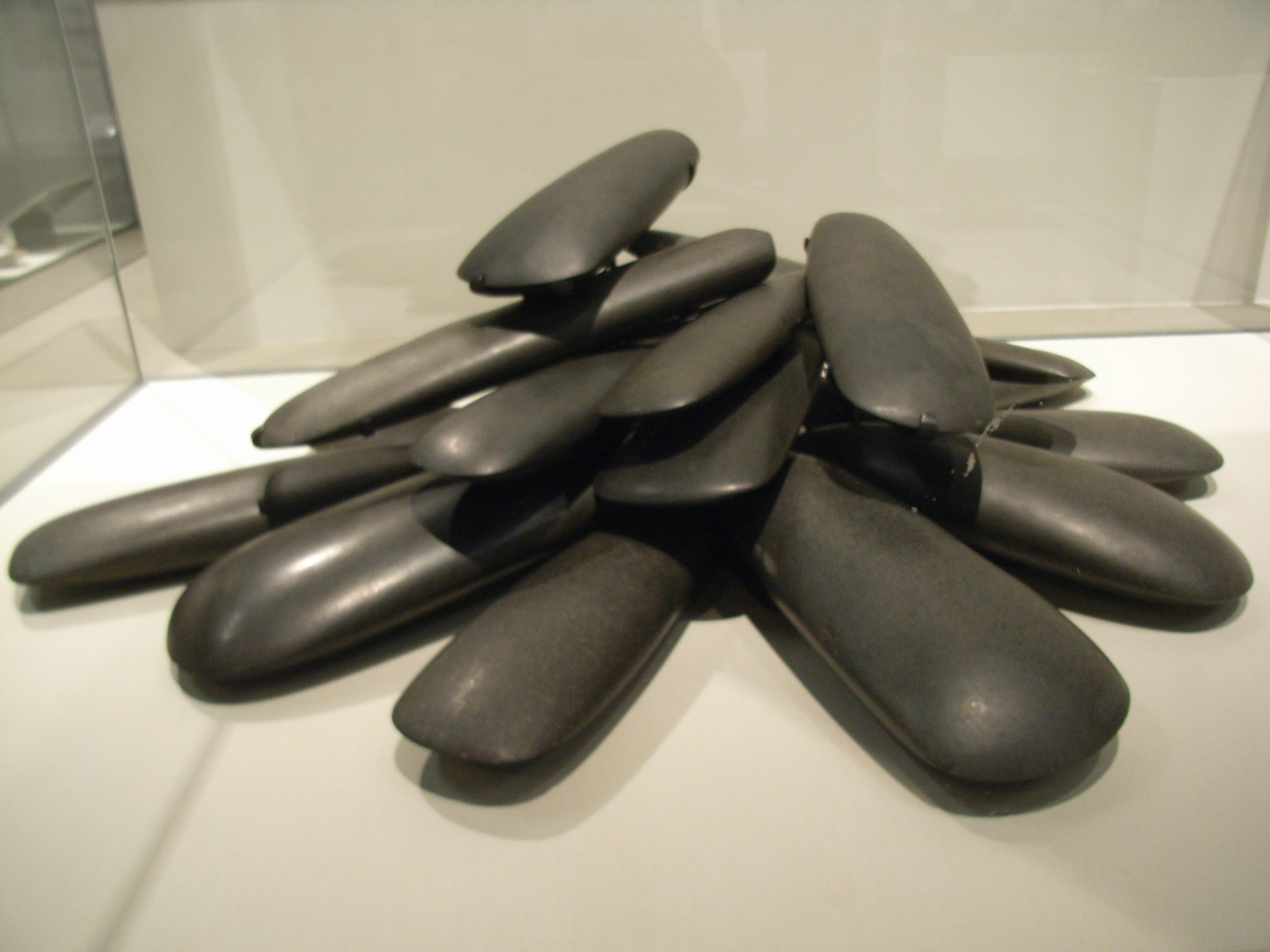
de Malone-schat van 19 luxe gepolijste bijlkoppen van Antrim- porcellaniet, gedateerd 4.500-2.500 v.Chr., gevonden in Belfast, Ulster Museum.

### Ierland
De stenen bijl was het belangrijkste en essentiële gereedschap voor de landbouw, zorgvuldig gemaakt in verschillende stijlen en vaak gepolijst. De producten van bijlenfabrieken werden naast bronnen van porcellaniet, een bijzonder goede steen, in heel Ierland verhandeld; de belangrijkste waren Tievebulliagh en Rathlin Island, beide in County Antrim. Er was ook import uit Groot-Brittannië, waaronder producten van de Langdale-bijlindustrie van het Engelse Lake District.
Er was een veel zeldzamere klasse geïmporteerde prestige bijlkoppen gemaakt van jadeiet uit Noord-Italië. Deze werden mogelijk langzaam door heel Europa verhandeld om Ierland te bereiken gedurende een periode van eeuwen, en vertonen geen tekenen van gebruik. Er werden miniatuurbijlen gemaakt, te klein om bruikbaar te zijn, en er is een kleine porcelanieten bijl gevonden in een ganggraf. Een ander exemplaar had een gat voor een koord en werd mogelijk gedragen als sieraad of amulet. Andere stenen werktuigen die werden gemaakt waren beitels, dissels, knuppels en speerpunten. Er is slechts één versierde knots gevonden in een van de graven van Knowth, maar deze is buitengewoon fraai. Sommige vondsten kunnen ook miniatuurknotskoppen zijn.
Er werden doorboorde kralen en hangers gevonden, en twee kettingen van schelpen (uit Phoenix Park in Dublin) zijn zeer zorgvuldig gemaakt, met gesorteerde alikruikschelpen: deze bevonden zich op de overblijfselen van twee mannen. 
Als voorbeeld van de uitzonderlijke conservering die soms mogelijk is bij voorwerpen die in anaërobe moerassen worden aangetroffen, is een deel van een fijngeweven tas met ronde handvatten bewaard gebleven. Het gebruikte rietachtig plantmateriaal was rond dunne stroken hout gewikkeld. Versierd aardewerk, blijkbaar gemaakt voor begrafenisgebruik en niet voor huishoudelijk gebruik, lijkt mandenmakerijpatronen te imiteren.

## Rotskunst
Rotstekeningen zijn een ander monumenttype dat dateert uit het late neolithicum of de vroege bronstijd. Deze gravures zijn te vinden op rotsblokken en ontsluitingen in de open lucht en de meest voorkomende motieven zijn kom- en ringmarkeringen en radiale groeven. Deze kunst wordt vaak Atlantische rotskunst genoemd vanwege de gelijkenis met andere gravures in Atlantisch Europa. 
In Ierland verschijnt de kunst in clusters met de belangrijkste concentraties in County Fermanagh en County Donegal, County Wicklow en County Carlow, County Louth en County Monaghan, Cork en Kerry. De dichtste clusters bevinden zich op de schiereilanden Iveragh en Dingle in Kerry.

## Kopertijd
Rond 2500 v.Chr. bereiken mensen van de klokbekercultuur de Britse Eilanden, waarmee de kopertijd aanbrak. Dit ging gepaard met een aanzienlijke migratie uit cntinentaal Europa. Vanaf de periode van de klokbekercultuur hadden alle Britse individuen een groot aandeel steppe-voorouders en leken genetisch meer op de klokbekercultuurbewoners uit het gebied van de Nederrijn. Uit onderzoek bleek dat meer dan 90% van de neolithische genenpoel van Groot-Brittannië werd vervangen door de komst van de klokbekermensen.

## Genetica
Uit analyse van het mitochondriale DNA van moderne Europese populaties blijkt dat meer dan 80% van hen in vrouwelijke lijn afstamt van Europese jager-verzamelaars. Minder dan 20% stamt in vrouwelijke lijn af van neolithische boeren uit Anatolië en van latere migraties. In Groot-Brittannië ligt dit percentage lager, rond de 11%. 
Uit eerste onderzoeken bleek dat de situatie anders is bij het Y-chromosoom-DNA van de vader. In het hele land varieert dit percentage van 10 tot 100%, maar in het oosten is het percentage hoger. Dit werd eerst gezien als een teken van een grote mate van bevolkingsvervanging tijdens de Angelsaksische invasie en een bijna volledige verhulling van welke bevolkingsverplaatsing (of het gebrek daaraan) dan ook die eerder had plaatsgevonden. Uit bredere studies is echter gebleken dat er minder sprake was van een scheiding tussen de westelijke en oostelijke delen van Groot-Brittannië, en dat er minder Angelsaksische migratie plaatsvond. Daarentegen was er sprake van een grootscheepse vervanging tijdens de kopertijd. 
Kijkend vanuit een meer Europees perspectief hebben onderzoekers van de Stanford University overlappende culturele en genetische bewijzen gevonden die de theorie ondersteunen dat migratie ten minste gedeeltelijk verantwoordelijk was voor het begin van het neolithicum  in Noord-Europa (inclusief Groot-Brittannië). 

## Vindplaatsen
- Avebury
- Barnhouse
- Bodowyr Burial Chamber
- Bordastubble Standing Stone
- Bryn Celli Ddu Burial Chamber
- Cairn Holy Chambered Cairns
- Cairn o'Get
- Clava Cairns
- Cuween Hill Chambered Cairn
- Kilmartin Glen met onder andere
  - Ballymeanoch
  - Nether Largie Cairns
- Loanhead Stone Circle
- Machrie Moor Stone Circles
- Maes Howe
- Newgrange
- Old Scatness
- Ring of Brodgar
- Scord of Brouster
- Skara Brae
- Skellister Standing Stone
- Stanydale 'Temple'
- Stonehenge
- Stones of Stenness
- Tingwall Standing Stone
- Torrylin Cairn
- Unstan Chambered Cairn
- Uyea Breck Standing Stone
- Wideford Hill Chambered Cairn